# Dolmen von Haga

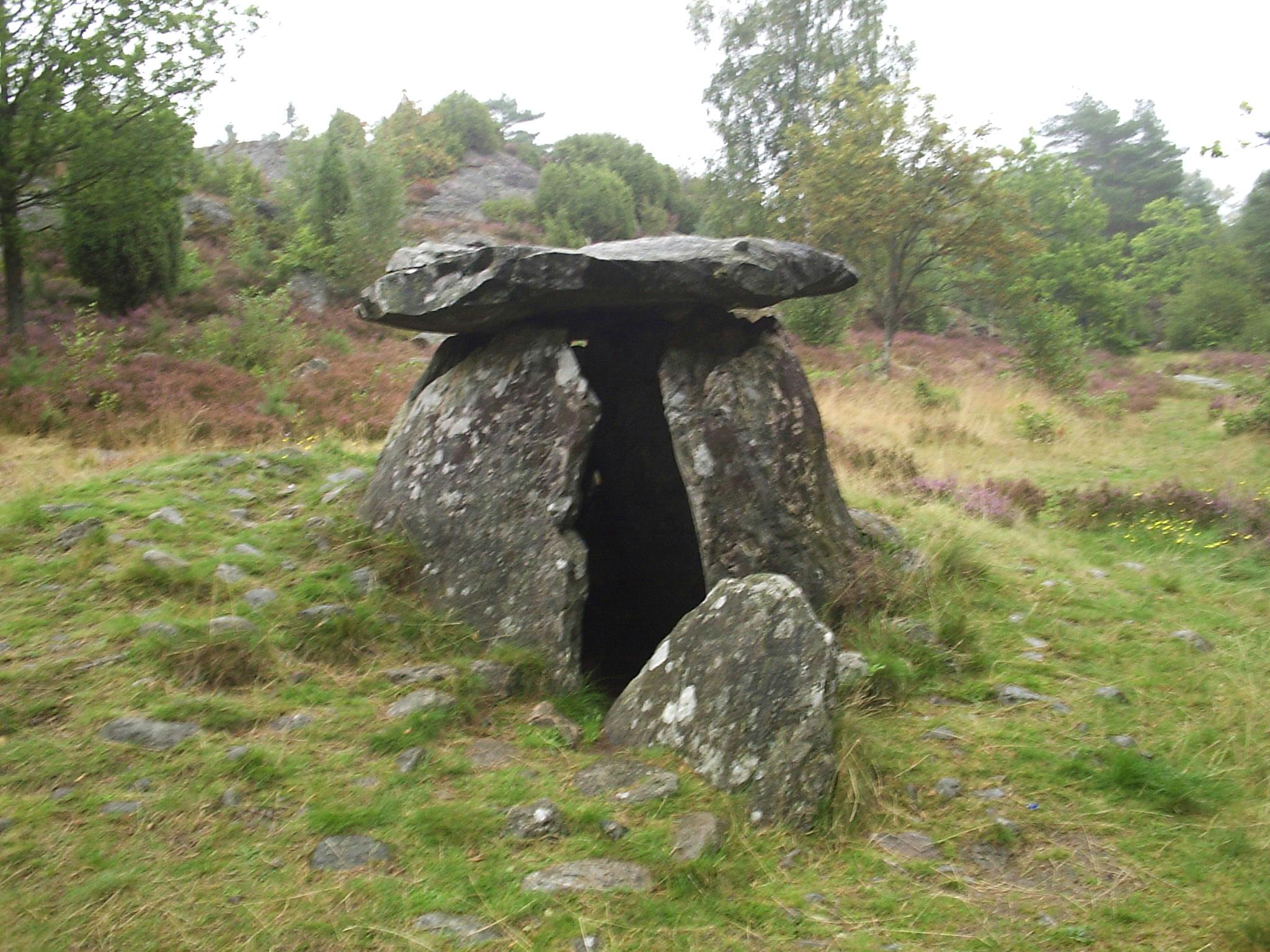
Der Dolmen von Haga

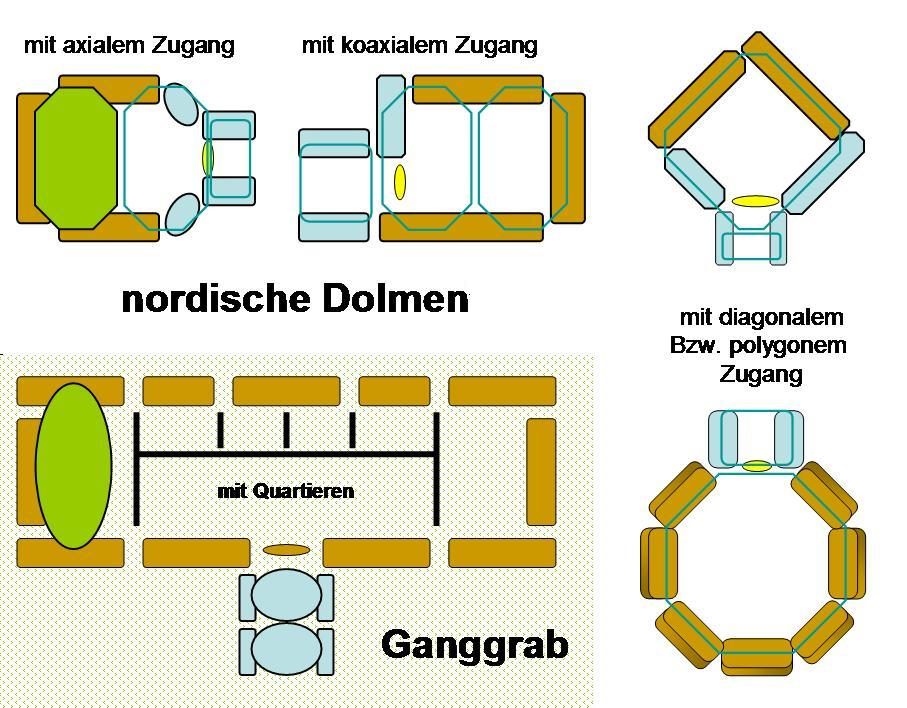
Der Dolmen mit diagonalem Zugang – oben rechts – entspricht dem Dolmen von Haga

Der Dolmen von Haga (schwedisch Hagadösen) auf der Insel Orust ist einer der gut erhaltenen Dolmen in der schwedischen historischen Provinz Bohuslän.
Der Dolmen (schwedisch Döse) entstand zwischen 3500 und 2800 v. Chr. als Megalithanlage der Trichterbecherkultur (TBK). Neolithische Monumente sind Ausdruck der Kultur und Ideologie neolithischer Gesellschaften. Ihre Entstehung und Funktion gelten als Kennzeichen der sozialen Entwicklung. Der Dolmen wurde Anfang des 20. Jahrhunderts von dem Archäologen Wilhelm Ekman, der auch die Ganggräber von Lunden und Leby ausgrub, untersucht.

## Beschreibung
Er hat einen rhombischen Kammergrundriss, der von vier Steinen gebildet wird, die den einzigen Deckstein tragen. Der Dolmen hat eine dreiseitige Öffnung im Südwesten mit kurzem, leicht schräg angesetztem kurzem Gang, der an der Ecke der Kammer ansetzt und sich dann nach außen verjüngt. Der abschüssig am Fuß des flachen Hügels liegende Dolmen wird von einem Kreis aus Feldsteinen umgeben, der von einem rechteckigen Steinrahmen umgeben zu sein scheint.
Die Erbauer benutzten gespaltene Steinplatten, die den Megalithanlagen Bohusläns ein völlig anderes Aussehen als denen in Schonen geben. Sie wirken leichter als die schonischen mit ihren großen in der Erde verankerten Findlingen.
In der Nähe steht der Runenstein von Nedre Hoga.